# جيك فلاورز
جيك فلاورز (بالإنجليزية: Jake Flowers)‏ هو لاعب كرة قاعدة أمريكي، ولد في 16 مارس 1902 في كامبريدج في الولايات المتحدة، وتوفي في 27 ديسمبر 1962 في كليرواتر في الولايات المتحدة.

## وصلات خارجية
- جيك فلاورز على موقعبيزبول رفرنس.كوم (الدوري الرئيسي) (الإنجليزية)
- جيك فلاورز على موقعبيزبول رفرنس.كوم (الدوري الثانوي) (الإنجليزية)